# متصورة أثرية
متصورة أثرية (الاسم العلمي:Plasmodium relictum) هي نوع من الأسناخ الصبغية تتبع جنس المتصورة من فصيلة المتصورات.